# 박철수 (1960년)
박철수(朴哲秀, 1960년 ~ )는 대한민국의 공무원이다.

## 약력
- 대구 성광고등학교
- 영남대학교
- 제26회 행정고시 합격
- 농림수산식품부 기술협력과 서기관
- 농림수산부 대변인
- 농림수산부 소비안전정책담당관
- 재정경제원 국제협력관실 과장
- 재정경제부 국제협력관
- 국무총리실 새만금기획단 정책기획관
- 농림부 대변인
- 농림수산식품부 수산정책실장
- 농림수산식품부 차관보 겸 수산정책실장
- 농림수산식품교육문화정보원 제2대 원장